# مطار يانغزهو تايزهو
مطار يانغزهو تايزهو (بالإنجليزية: Yangzhou Taizhou Airport)‏ و(بالصينية: 扬州泰州机场) (إياتا: YTY، إيكاو: ZSYA) مطار عام يقع بمدينة Jiangdu في جيانغسو في الصين. تم افتتاحه في 7 مايو 2012، يبلغ طول المدرج 2400 م ويرتفع عن سطح البحر 2 م.

## شركات الطيران والوجهات
| شركـات طيـران          | الوجهات |
| ---------------------- | --- |
| طيران الصين            | مطار بكين العاصمة الدولي، مطار بكين داشينغ الدولي، مطار تشنغدو شوانغليو الدولي |
| طيران ماكاو            | مطار ماكاو الدولي |
| خطوط جنوب الصين الجوية | مطار قوانغتشو باييون الدولي |
| Kunming Airlines       | مطار جينغديو الجديد، مطار كونمينغ جانغشوي الدولي، مطار تاييوان وسو الدولي |
| LJ Air                 | مطار هاربين الدولي، مطار يبين واليانجي |
| خطوط طيران أوكاي       | مطار تشانغتشون الدولي، مطار هايكو ميلان الدولي، مطار شينزين باوان الدولي، مطار تيانجين الدولي |
| Qingdao Airlines       | مطار تشانغتشون الدولي، مطار قوييانغ لونغدونغابو الدولي، مطار نانينغ الدولي، مطار شنيانغ الدولي، مطار شينينغ الدولي |
| خطوط شينزين الجوية     | مطار تشانغتشون الدولي، مطار داليان الدولي، مطار قوانغتشو باييون الدولي، مطار هاربين الدولي، مطار شنيانغ الدولي، مطار شينزين باوان الدولي، مطار شيامن قاوتشي الدولي، مطار شيان شيانيانغ الدولي |
| خطوط سيتشوان الجوية    | مطار جينغديو الجديد، مطار تشونغتشينغ جيانغبى الدولي، مطار شيشوانغباننا غاسا، مطار شيجياتشوانغ تشنغدينغ الدولي |
| سبرينغ (شركة طيران)    | مطار تشانغتشون الدولي، مطار تشونغتشينغ جيانغبى الدولي، مطار داليان الدولي، مطار فوتشو تشانغله الدولي، مطار قويلين يانغ جيانغ الدولي، مطار قوييانغ لونغدونغابو الدولي، مطار هاربين الدولي، مطار هوهوت بايتا الدولي، مطار جييانغ شاوشان، مطار كونمينغ جانغشوي الدولي، مطار لانتشو تشونغ تشوان، مطار ميانيانغ نانيجو، مطار نانينغ الدولي، مطار شنيانغ الدولي، مطار تاييوان وسو الدولي، مطار أورومتشي الدولي، مطار شيامن قاوتشي الدولي، مطار يولين يو يانغ، مطار خه هوا تشانغجياجيه، مطار تشوهاى سانزو |
| خطوط زيامن الجوية      | مطار تشانغشا هوانغوا الدولي، مطار داليان الدولي |

## وصلات خارجية
- http://www.flightstats.com/go/Airport/airportDetails.do?airportCode=YTY